# ريك هيلير
ريك هيلير هو عسكري كندي، ولد في 1955 في Campbellton, Newfoundland and Labrador ‏ في كندا.

## وصلات خارجية
- ريك هيلير على موقع الموسوعة البريطانية (الإنجليزية)